# Тютюнники (Полтавский район)
Тютюнники (укр. Тютюнники) — село,
Щербаневский сельский совет,
Полтавский район,
Полтавская область,
Украина.
Код КОАТУУ — 5324087706. Население по переписи 2001 года составляло 32 человека.

## Географическое положение
Село Тютюнники находится в 2-х км от правого берега реки Ворскла,
примыкает к селу Щербани, в 0,5 км от сёл Гора и Шмыгли.
По селу протекает пересыхающий ручей с запрудой.